# 朱韶洪
朱韶洪（英語：Chu Siu-hung，1949年2月23日—），外號「大陸朱」，退休建築裝修判頭、維園衝鋒主席及街頭政治活躍人士。

## 早年
早年從大陸逃到香港，以反共產主義立場見稱，經常參加城市論壇並於節目內的現場觀眾發問環節中作出位發言而廣為人熟悉。曾經加入公民黨，並曾經在黨內少壯派如胡栢麟等人支持下，於2011年角逐秘書長一職，落敗後隨即轉投人民力量，並以人民力量身份參加2011年香港區議會選舉元朗區嘉湖北選區，但以2,000多票之差大比數落敗。2015年，朱韶洪捲土重來，以獨立人士身份參選屯門區議會寶田選區，挑戰現任區議員蘇嘉雯，可惜再度落敗。他在2016年香港立法會選舉以維園衝鋒主席名義，循九龍西選區角逐，可惜亦再度落敗。

## 政治理念
朱韶洪認同社會民主主義，他認為社會民主主義在國際社會非常普遍，並相信這套提倡以資源公平分配、國家提供保障、平等包容為前提，來推動經濟、社會和文化發展的理想，能使社會能公平、健康地發展，令人人不分貧富、不分種族，都能有尊嚴地生活、和諧共處。

## 政治抗爭及參選往績

### 參選2011年香港區議會選舉元朗區嘉湖北選區
2011年香港區議會選舉，朱韶洪以人民力量身份參選元朗區嘉湖北選區，但以2,000多票之差大比數落敗。

### 參選2015年香港區議會選舉屯門區議會寶田選區
2015年香港區議會選舉，朱韶洪以獨立人士身份參選屯門區議會寶田選區，挑戰現任區議員蘇嘉雯，可惜再度落敗。

### 參選2016年香港立法會選舉九龍西選區
2016年香港立法會選舉，朱韶洪以維園衝鋒主席身份參選九龍西，朱以「英式管治，兩制對峙」為競選口號，可惜亦再度落敗。

## 外部連結
- 隔牆有耳：維園大陸朱　細說反共愛國情（页面存档备份，存于）